# مارید موتالیموف
مارید موتالیموف (انگلیسی: Marid Mutalimov؛ زادهٔ ۲۲ فوریهٔ ۱۹۸۰) کشتی‌گیر اهل قزاقستان است.